# الحساني
قرية الحساني هي إحدى القرى التابعة لمركز أسيوط في محافظة أسيوط في جمهورية مصر العربية. حسب إحصاءات سنة 2006، بلغ إجمالي السكان في الحساني 2266 نسمة، منهم 1136 رجل و1130 امرأة.